# 庇理羅士女子中學
庇理羅士女子中學（英語：Belilios Public School），位於港島北角，是香港兩所官立女子中學其中之一，由英國殖民政府於1890年創辦，成立初期得到英籍猶太裔紳商庇理羅士捐資新校舍建築費用，故以其命名，以資銘念。庇理羅士女子中學為香港第一所由英國殖民政府開辦的女子中學，該校多年來為香港培養了不少名媛、高官及藝人。

## 歷史

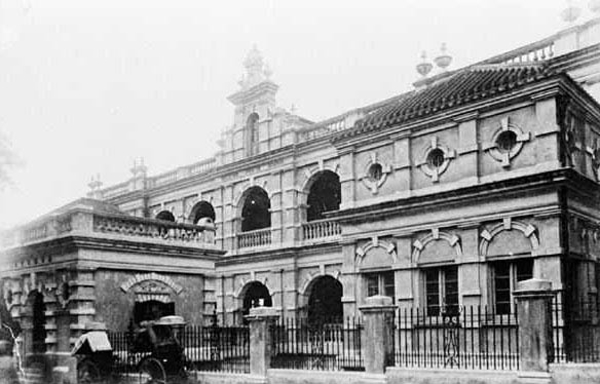
庇理羅士女子中學位於荷李活道的三層高校舍（1897年）

1890年，英國殖民政府於中環荷李活道16號創立「中央女子書院」，兼收男學生。學生來自不同國籍，如中國、美國、葡萄牙、英國、馬來西亞、印度等地。1893年，英籍猶太裔紳商庇理羅士捐獻2萬5000元予政府，在中環荷李活道及歌賦街交界中央書院原址上興建三層高的新校舍，毗邻一街之隔的皇仁書院荷李活道的新校舍。為表示謝意，中央女子書院於1893年以「庇理羅士女子中學」來命名新校。當時遷校的原因出於要擴校，校舍落成之時由時任港督羅便臣主禮。1965年，庇理羅士女子中學從中環搬遷到今日位於北角天后廟道的校舍，並開始採用今日的校訓“登高見博”（Climb high see wide）及新的校歌和校徽。
在1958年至1962年間，該校曾取錄來自英皇書院及皇仁書院的男生入讀兩年文科預科班。同時，英皇書院亦因庇理羅士女子中學其時沒有開辦理科預科課程而收容來自該校的女生攻讀理科預科班。1965年之前，庇理羅士女子中學舊校舍基於受到第二次世界大戰戰事破壞受損，於是在1945年香港重光末幾，一度借用灣仔羅富國師範專科學校的校舍復課，繼而花了18年時間轉為借用官立嘉道理爵士學校（小學部）上課。1960年代初又曾短暫借用筲箕灣官立中學開課。

## 公開考試佳績
庇理羅士女子中學是於歷屆的香港中學文憑考試曾出產「7科5**狀元」（在甲類科目中至少3個選修科及4個核心科獲得5**成績）的43間學校之一。截至2025年，共有1位。

## 校友
- 方黃吉雯，GBS，JP：前行政會議成員
- 俞宗怡，GBS，JP：前公務員事務局局長
- 鍾小玲，JP：前公務員事務局副秘書長及駐倫敦經濟貿易辦事處處長（1973年中七）[10]
- 朱曼鈴，JP：財經事務及庫務局常任秘書長（庫務）
- 陳樹英：前屯門區議會主席（1975年中五、1977年中七）
- 文潔華：前香港浸會大學人文學講座教授兼香港浸會大學電影學院總監
- 蘇陳素明：啟思小學校長[11]
- 黃夏蕙：香港演員[12]
- 黃曼梨：已故香港演員，曾於1995年獲頒第14屆香港電影金像獎終身成就獎
- 西茜凰：作家
- 盧敏儀：前無綫電視藝員，香港執業大律師
- 梁芷珊：前博美投資集團有限公司董事總經理、填詞人、作家
- 徐沛昕：香港流行曲作曲人
- 詩　詞：香港流行曲填詞人
- 羅明珠：已故藝人
- 梁舜燕：已故藝人，香港電視史上首位女演員
- 徐濠縈：前藝人、陳奕迅太太，現任《Shower》雜誌社社長
- 羅曼穎：香港電台節目主持
- 李思欣：無綫電視藝員、新城電台節目主持范振鋒太太
- 朱潔儀：1989年度香港小姐亞軍，業餘畫家
- 劉惠鳴：香港粵劇名伶 [13]
- 賴恩慈：香港劇場及電影編劇、導演、演員及劇場教育工作者，2012年度香港十大傑出青年，2013香港精神大使
- 林希靈：前無綫電視藝員
- 黃愷怡：前無綫電視藝員
- 黃健怡：香港女子音樂組合Beanies成員
- 黃鎧晴：香港女歌手
- 葉麗嘉：舞台劇演員
- 郭曉妍：香港女團Lolly Talk成員
- 門小雷：本名鄭心綾，漫畫家
- 鍾琬媛：前熱血公民成員，曾參選2016年香港立法會選舉港島區議席
- 莫紉蘭：香港已故教育家[14]
- 梁嘉善：律師
- 歌莉雅：香港女歌手
- 梁煒彤：香港女性政治人物[15]
- 施奕昕：2017年中學文憑試狀元，當年中學文憑試總分全港第一，獲香港中英學者基金頒發“莫鳳麟獎學金”“Charles Frankland Moore Award”[16]
- 何洵瑤：香港水墨畫藝術家、嶺南畫派楊善深門生 (1963年中五)[17]
- 楊汝萬：香港中文大學地理系講座教授、香港亞太研究所所長、前逸夫書院院長（1959年預科）[18]
- 高少敏：香港女演員、舞台劇演員
- 葉潔馨：香港電視及電影製作人（1963年中五）[19]
- 蕭若慈：友聯建築材料主席及行政總裁（1963年中五）[20]
- 簡穎湘：前中僑互助會行政總監、加拿大卑詩省首位華裔入籍女法官[21]
- 簡慧敏，JP：香港立法會議員

## 外部連結
- 庇理羅士女子中學的網址 （页面存档备份，存于）
- 庇理羅士舊生基金會
- 庇理羅士女子中學舊生通訊錄 （页面存档备份，存于）

22°17′07″N 114°11′36″E / 22.28518°N 114.19325°E